# Çıldır Gölü
Der Çıldır Gölü („Çıldır-See“; armenisch Ծովակ լիճ Zowak Litsch, georgisch ჩრდილი Tschrdili, russisch Чилдыр Tschildyr) ist ein See im Nordosten der Türkei in den Provinzen Ardahan und Kars.
Er ist der größte Süßwassersee und der zweitgrößte See Ostanatoliens und befindet sich nahe der Grenze zu Georgien und Armenien. Er liegt 1959 m hoch und ist von den Bergen Kısır Dağı und Akbaba Dağı umgeben. Der Çıldır-See hat eine Fläche von 120 km² und eine maximale Tiefe von 42 m. Sein Ausfluss ist der Bach Arak Su.
Das Wasser des Sees wird zur Bewässerung genutzt. Im Winter friert er zu. Zwischen Akçakale und Gülyüzü verkehrt eine Fähre.

## Geschichte
In der späten Eisenzeit lag der Çıldır-See vermutlich auf dem Territorium des Königreiches Iga, das an seinem Südwestufer vermutet wird.
In der Schlacht von Shirimni 1021 besiegten die Byzantiner das georgische Heer am Seeufer nahe dem heutigen Çıldır.